# Ein Tag im Leben des Iwan Denissowitsch

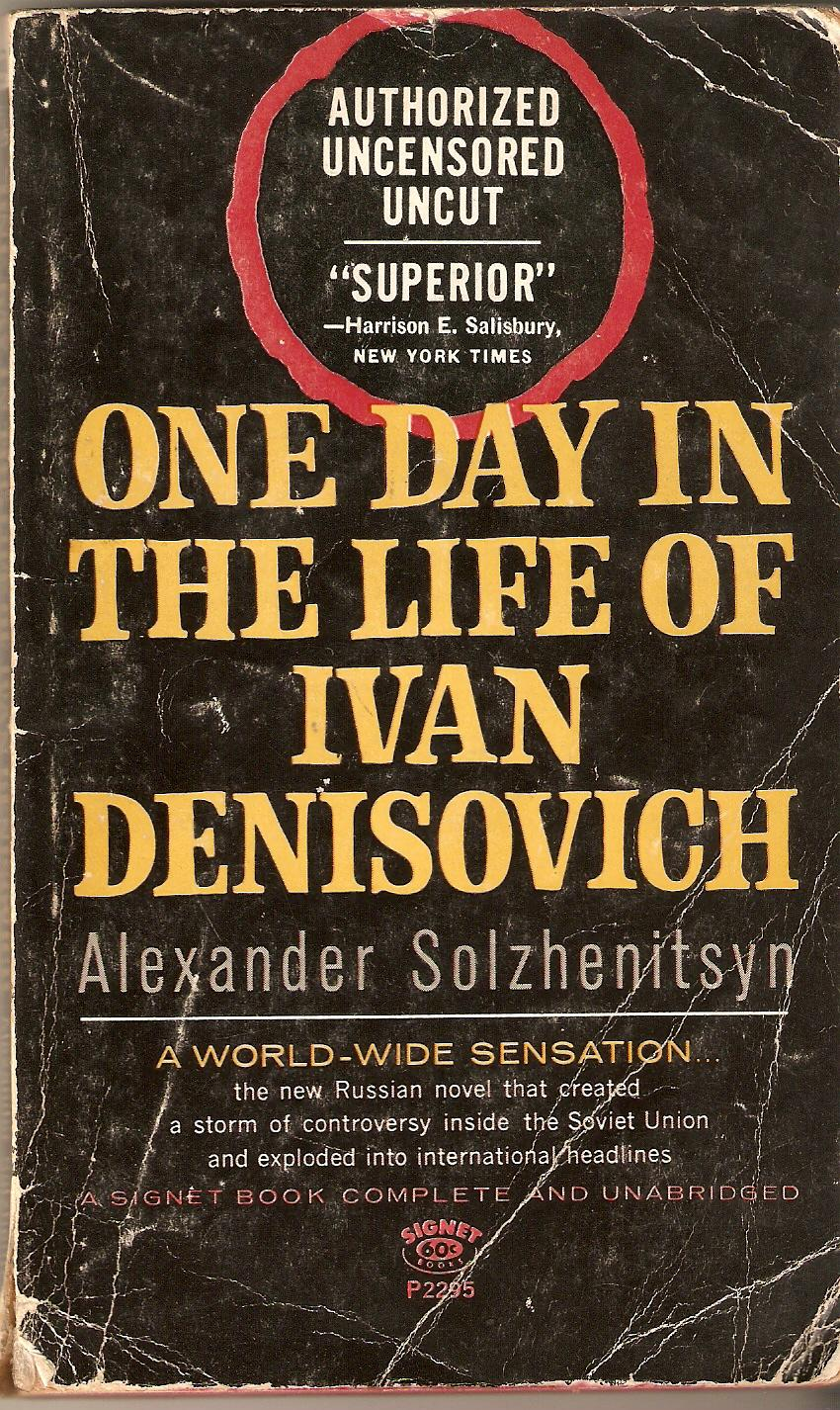
Ein Tag im Leben des Iwan Denissowitsch.

Ein Tag im Leben des Iwan Denissowitsch (russisch Один день Ивана Денисовича Odin den Iwana Denissowitscha) erschien im November 1962 in der Moskauer Zeitschrift Nowy Mir als das Erstlingswerk Alexander Solschenizyns, der 1970 den Nobelpreis für Literatur erhielt.
Der Roman schildert einen Tag aus dem Leben eines Häftlings in einem sowjetischen Gulag. Die Veröffentlichung in Solschenizyns Heimat war nur möglich, weil sich die Sowjetunion 1956 auf dem XX. Parteitag der KPdSU vom Personenkult um Josef Stalin gelöst hatte. Doch Unerfreuliches – die stalinschen Säuberungen, massenhafte Zwangsarbeit und Straflager – wurde dabei gerne bagatellisiert und dem Übereifer von Personen am Rande des Verantwortungsbereiches zugeschrieben, so dass auch diejenigen Mitglieder der neuen Führung der Sowjetunion, die schon in der Zeit des Stalinismus Verantwortung getragen hatten, von jeglicher Schuld freigesprochen werden konnten. Solschenizyns Roman fiel so in eine Zeit, die vom Klima der vorsichtigen Aufarbeitung der Verbrechen der Stalin-Ära gekennzeichnet war.
Der Roman wurde schon bald im westlichen Ausland bekannt. Bereits ein Jahr nach seiner Veröffentlichung erschien seine amerikanische Übersetzung, der rasch auch eine deutsche Fassung folgte. Caspar Wrede verfilmte das Buch 1970 mit Tom Courtenay in der Titelrolle.

## Inhalt
Aus der persönlichen Erfahrung des Verfassers schöpfend, steht der Roman in der Tradition des russischen Realismus. Der Rahmen der Handlung scheint willkürlich gewählt: ein beliebiger Tag, vom Wecksignal bis zum Löschen der Lichter, im Leben eines beliebigen Gulag-Häftlings, stellvertretend für die namenlosen Scharen politischer Gefangener. Das Hauptaugenmerk liegt auf der realistischen Schilderung der Härten und Ungerechtigkeiten des Gefangenenlebens im frostigen Sibirien, im Mittelpunkt dabei das persönliche Befinden des Iwan Denissowitsch, dessen Wohl und Wehe von scheinbaren Kleinigkeiten abhängt: einem Kanten Brot, den er verstecken kann, einem kleinen Stückchen Metall, das sich zu einem Messer zurechtschleifen lässt, einem Paar warm gefütterter Stiefel, denen er nachtrauert. Das tägliche Zentrum seiner Existenz bildet das hungrige Warten auf die nächste kärgliche Mahlzeit, meist nicht mehr als eine dünne wässrige Suppe und doch die einzige Brücke zum Überleben. Ein weiterer Schwerpunkt der Erzählung liegt auf der Interaktion zwischen den einzelnen Häftlingen – redseligen und schweigsamen, ehrlichen und verlogenen, arbeitsscheuen und fleißigen – sowie auf dem Verhältnis zwischen den Häftlingen und den Wachen, beide zusammengezwängt in ein unmenschliches System.

## Merkmale
Was den Roman aus der Masse der Gefangenenliteratur heraushebt, ist die Menschlichkeit, die er ausstrahlt. Die innere Welt des Protagonisten wird mit packender Lebendigkeit geschildert. Die Art und Weise, wie er sich mit seinen Umständen zu arrangieren versucht, sein inneres Glück, das geschildert wird, wenn er eine zusätzliche Schüssel Suppe ergattert, berühren den Leser mehr, als es die bloße Beschreibung von Demütigungen und Grausamkeiten vermocht hätte. Solschenizyn stellt die Härte des Lebens in den Lagern ohne jegliche Vorwürfe dar. Trotz aller Unmenschlichkeit dieses Lebens bleibt, diskret und doch eindrucksvoll angedeutet, immer noch Raum für einen Rest Nächstenliebe unter den Gefangenen.